# يان هيلير
يان هيلير (بالإنجليزية: Ian Hillier)‏ هو لاعب كرة قدم بريطاني، ولد في 26 ديسمبر 1979 في نيث ‏ في المملكة المتحدة. شارك مع منتخب ويلز تحت 21 سنة لكرة القدم. أما مع النوادي، فقد لعب مع توتنهام هوتسبير ونادي أفان ليدو ونادي تشستر سيتي ونادي لوتون تاون ونادي نيث ونيوبورت كونتي.

## وصلات خارجية
- يان هيلير على موقع قاعدة بيانات كرة القدم.إي يو (الإنجليزية)
- يان هيلير على موقع Soccerbase.com (لاعب) (الإنجليزية)